# 죽종
죽종(粥腫 Atheroma)은 동맥의 벽에 세포 부스러기, 지질 (콜레스테롤과 지방산), 칼슘, 그리고 다양한 결합조직이 쌓여 커진 것을 의미한다. 죽(粥)은 그러한 상태를 주요하게 가리킨다.

## 같이 보기
- 혈관조영술 (혈관 조영검사, 혈관 촬영법)